# Heptophylla picea
Heptophylla picea är en skalbaggsart som beskrevs av Victor Ivanovitsch Motschulsky 1857. Heptophylla picea ingår i släktet Heptophylla och familjen Melolonthidae. Inga underarter finns listade i Catalogue of Life.